# Torkel Baden (konsthistoriker)
Torkel (eller Torkil) Baden, född den 27 juni 1765 i Hillerød, död den 9 februari 1849 i Köpenhamn, var en dansk filolog och konsthistoriker, son till Jacob och Charlotte Baden, bror till Gustav Ludvig Baden. 
Baden var sekreterare vid konstakademien i Köpenhamn och förvaltare på Charlottenborg. Hans konsthistoriska arbeten är av ringa betydelse; av hans filologiska kan nämnas utgåvan av Senecas tragedier (Leipzig 1819-1821) samt andra utgåvan av faderns latinsk-danska och dansk-latinska lexikon (1815 och 1831).